# 夫婦ちゃんりん
「夫婦ちゃんりん」（ふうふちゃんりん）は、日本の演歌歌手川中美幸のシングル。2007年12月19日にテイチクエンタテインメントから発売された。

## 収録曲
1. 夫婦ちゃんりん [4:02]
作詞：かず翼、作曲：弦哲也、編曲：南郷達也
2. 夫婦ちゃんりん（オリジナル・カラオケ）(4:02)
3. 夫婦ちゃんりん（メロ入りカラオケ）(4:02)
4. 浜しぐれ [4:52]
作詞：志賀大介、作曲：弦哲也、編曲：南郷達也
5. 浜しぐれ（オリジナル・カラオケ）

| スタブアイコン | サブスタブ | この項目は、まだ閲覧者の調べものの参照としては役立たない、シングルに関連した書きかけの項目です。この項目を加筆・訂正などしてくださる協力者を求めています（P:音楽/PJ:楽曲）。 |